# Доњолужичкосрпски језик
Доњолужичкосрпски језик (Dolnoserbska rěc) један је од два књижевна језика Лужичких Срба. Говори се у историјској покрајини Доња Лужица у покрајини Бранденбург, на истоку Њемачке. Припада лужичкосрпској групи западнословенских језика. Доњолужичкосрпски језик говори према подацима из 2007. године 6860 људи.
Доњолужичкосрпски језик заједно са горњолужичкосрпским испољава заједничке карактеристике, а има исте карактеристике као сви западнословенски језици. Штавише, једна карактеристика спаја лужичкосрпске језике са лехитском подругом, а друг са чешко-словачком. Доњолужичкосрпски се од горњолужичкосрпског разликује на свим нивоима језичког система: у фонетици (распрострањен сугласник g праскавог облика; подударање африката č са тврдим сибилантом c; промјена тврдог r послије p, t, k у тврдо š; промјена ć, ʒ́ у фрикативне меке шуштаве сугласнике ś, ź); у морфологији (постојање супина; одсуство у дијалектном облику аориста и имперфекта) и у лексици (bom „дрво”, twarc „тесар”, gluka „срећа” итд. супротност су горњолужичким ријечима истог значења štom, ćěsla, zbožo). Формирање доњолужичкосрпске књижевне норме у великој мјери је било под утицајем горњолужичкосрпског језика, али за разлику од горњложучкосрпског, доњолужичкосрпски је мање нормализован и строго кодификован, карактеризујући нестабилност и већу варијабилност.